# Saint-Léger-le-Guérétois
Saint-Léger-le-Guérétois település Franciaországban, Creuse megyében. Lakosainak száma 398 fő (2022. január 1.). Saint-Léger-le-Guérétois La Brionne, La Chapelle-Taillefert, Guéret, Saint-Silvain-Montaigut, Saint-Sulpice-le-Guérétois és Saint-Victor-en-Marche községekkel határos.

## Népesség
A település népessége az elmúlt években az alábbi módon változott:
| Lakosok száma | 353  | 385  | 446  | 404  | 436  | 434  | 429  | 415  | 409  | 398  |
|               | 1968 | 1982 | 1990 | 2006 | 2013 | 2015 | 2017 | 2019 | 2020 | 2022 |